# Cratere Proust
Proust è un cratere da impatto sulla superficie di Mercurio.
Il cratere è dedicato allo scrittore francese Marcel Proust.